# Ataque de Aniversário - cab4
O ataque do aniversário  é um tipo de ataque criptográfico que explora a matemática por trás do paradoxo do aniversário na teoria da probabilidade. Este ataque pode ser usado para abusar de comunicação entre duas ou mais partes. O ataque depende da maior probabilidade de colisões encontrado entre as tentativas de ataque aleatório e um grau fixo de permutações (pigeonholes).

## Entendendo o problema
Como um exemplo, considere o cenário no qual um professor com uma classe de 30 estudantes pergunta pelo aniversário de todo mundo., para determinar se quaisquer dois estudantes tem o mesmo dia de aniversário (correspondendo a uma  hash collision como descrito mais adiante [por simplicidade, ignore 29 de fevereiro]). Intuitivamente, essa chance pode parecer pequena. Se o professor escolheu um dia específico (digamos 16 de Setembro), então a chance de pelo menos um aluno ter nascido naquele dia especifico é  {\displaystyle 1-(364/365)^{30}}, cerca de  7.9%. No entanto, a probabilidade de pelo menos um estudante ter a mesma data de aniversário de qualquer outro estudante é por volta de  70% para n = 30, a partir da fórmula{\displaystyle 1-365!/((365-n)!\cdot 365^{n})}.

## Matemáticas
Dada uma função {\displaystyle f}, o objetivo do ataque é encontrar duas diferentes entradas, {\displaystyle x_{1}} e {\displaystyle x_{2}} tais que {\displaystyle f(x_{1})=f(x_{2})}. Tal par {\displaystyle x_{1},x_{2}} é chamado colisão. O método usado para encontrar uma colisão é simplesmente calcular a função  {\displaystyle f} para diferentes valores de entrada que podem ser escolhidos aleatoriamente ou pseudo-aleatoriamente até que o mesmo resultado seja encontrado mais de uma vez. Devido ao problema do aniversário, esse método pode ser bastante eficiente. Especificamente, se uma  função {\displaystyle f(x)} fornece qualquer dos {\displaystyle H} diferentes saídas com igual probabilidade e  {\displaystyle H} é suficientemente grande, então esperamos obter um par de diferentes argumentos {\displaystyle x_{1}} e {\displaystyle x_{2}} com {\displaystyle f(x_{1})=f(x_{2})} após calcular a função para cerca de {\displaystyle 1.25{\sqrt {H}}} argumentos diferentes em média.
Consideremos o seguinte experimento. A a partir de um conjunto de H valores escolhemos  n valores uniformemente aleatórios permitindo, assim, repetições. Seja p(n; H) a probabilidade que durante esse experimento, pelo menos um valor seja escolhido mais de uma vez. Essa probabilidade pode ser escolhida como
{\displaystyle p(n;H)\approx 1-e^{-n(n-1)/(2H)}\approx 1-e^{-n^{2}/(2H)},\,}
Seja n(p; H) o menor número de valores que temos para escolher, tal que a probabilidade de encontrar uma colisão seja, pelo menos,   p.  Pela inversão desta expressão acima, encontramos a seguinte aproximação
{\displaystyle n(p;H)\approx {\sqrt {2H\ln {\frac {1}{1-p}}}},}
e atribuindo uma probabilidade de colisão 0.5, chegamos em
{\displaystyle n(0.5;H)\approx 1.1774{\sqrt {H}}.\,}
Seja Q(H) o número esperado de valores que temos para escolher antes de encontrar a primeira colisão. Esse número pode ser aproximado por
{\displaystyle Q(H)\approx {\sqrt {{\frac {\pi }{2}}H}}.}
Como um exemplo, se um hash de  64-bit é usado, então há aproximadamente 1.8 × 1019 diferentes saídas. Se todos estes são igualmente prováveis (o melhor caso), deveria-se considerar 'apenas' 5 bilhões de tentativas (5.1 × 109) para gerar uma colisão usando força bruta. Esse valor é chamado limite do aniversário e para códigos de n bits poderia ser computados como 2n/2. Outros exemplos são os seguintes:
| Bits | Possíveis saídas (2 s.f.) (H) | Probabilidade desejada de colisão aleatória (2 s.f.) (p) | Probabilidade desejada de colisão aleatória (2 s.f.) (p) | Probabilidade desejada de colisão aleatória (2 s.f.) (p) | Probabilidade desejada de colisão aleatória (2 s.f.) (p) | Probabilidade desejada de colisão aleatória (2 s.f.) (p) | Probabilidade desejada de colisão aleatória (2 s.f.) (p) | Probabilidade desejada de colisão aleatória (2 s.f.) (p) | Probabilidade desejada de colisão aleatória (2 s.f.) (p) | Probabilidade desejada de colisão aleatória (2 s.f.) (p) | Probabilidade desejada de colisão aleatória (2 s.f.) (p) |
| Bits | Possíveis saídas (2 s.f.) (H) | 10−18                                                    | 10−15                                                    | 10−12                                                    | 10−9                                                     | 10−6                                                     | 0.1%                                                     | 1%                                                       | 25%                                                      | 50%                                                      | 75%                                                      |
| ---- | ----------------------------- | -------------------------------------------------------- | -------------------------------------------------------- | -------------------------------------------------------- | -------------------------------------------------------- | -------------------------------------------------------- | -------------------------------------------------------- | -------------------------------------------------------- | -------------------------------------------------------- | -------------------------------------------------------- | -------------------------------------------------------- |
| 16   | 65,536                        | <2                                                       | <2                                                       | <2                                                       | <2                                                       | <2                                                       | 11                                                       | 36                                                       | 190                                                      | 300                                                      | 430                                                      |
| 32   | 4.3 × 109                     | <2                                                       | <2                                                       | <2                                                       | 3                                                        | 93                                                       | 2900                                                     | 9300                                                     | 50,000                                                   | 77,000                                                   | 110,000                                                  |
| 64   | 1.8 × 1019                    | 6                                                        | 190                                                      | 6100                                                     | 190,000                                                  | 6,100,000                                                | 1.9 × 108                                                | 6.1 × 108                                                | 3.3 × 109                                                | 5.1 × 109                                                | 7.2 × 109                                                |
| 128  | 3.4 × 1038                    | 2.6 × 1010                                               | 8.2 × 1011                                               | 2.6 × 1013                                               | 8.2 × 1014                                               | 2.6 × 1016                                               | 8.3 × 1017                                               | 2.6 × 1018                                               | 1.4 × 1019                                               | 2.2 × 1019                                               | 3.1 × 1019                                               |
| 256  | 1.2 × 1077                    | 4.8 × 1029                                               | 1.5 × 1031                                               | 4.8 × 1032                                               | 1.5 × 1034                                               | 4.8 × 1035                                               | 1.5 × 1037                                               | 4.8 × 1037                                               | 2.6 × 1038                                               | 4.0 × 1038                                               | 5.7 × 1038                                               |
| 384  | 3.9 × 10115                   | 8.9 × 1048                                               | 2.8 × 1050                                               | 8.9 × 1051                                               | 2.8 × 1053                                               | 8.9 × 1054                                               | 2.8 × 1056                                               | 8.9 × 1056                                               | 4.8 × 1057                                               | 7.4 × 1057                                               | 1.0 × 1058                                               |
| 512  | 1.3 × 10154                   | 1.6 × 1068                                               | 5.2 × 1069                                               | 1.6 × 1071                                               | 5.2 × 1072                                               | 1.6 × 1074                                               | 5.2 × 1075                                               | 1.6 × 1076                                               | 8.8 × 1076                                               | 1.4 × 1077                                               | 1.9 × 1077                                               |
A tabela mostra o número de hashes  n(p) necessário para alcançar necessário para alcançar a probabilidade de sucesso dada. Para comparação, de 10−18 a 10−15 representa a taxa de erro de bits incorrigíveis de um típico disco rígido . Na teoria, hashes MD5 ou UUIDs, sendo 128 bits, deveria ficar dentro deste intervalo até cerca de 820 bilhões de documentos, mesmo se suas possíveis saídas são muitos mais que isso.
É fácil ver que se as saídas da função são distribuídas desigualmente, então a colisão poderia ser encontrado ainda mais rápido.  A noção de 'equilíbrio' de uma função de hash  quantifica a resistência de uma função para o ataque de aniversário (explorando chave de distribuição desigual) e  permite a vulnerabilidade dos hashes populares tais como MD e SHA para ser estimado (Bellare and Kohno, 2004).
A subexpressão {\displaystyle \ln {\frac {1}{1-p}}} na equação para {\displaystyle n(p;H)} não é precisamente computada para {\displaystyle p} pequeno quando diretamente traduzido para linguagens de programação comuns como log(1/(1-p)) devido a  perda de significância.  Quando log1p é disponível (como é em C99) por exemplo, a expressão equivalente -log1p(-p) deveria então ser usada. Se isso não for feito, a primeira coluna da tabela acima é computada como zero, e vários itens na segunda coluna não tem dígito significativo correto.

### Exemplo de código fonte
Há uma função em Python que pode precisamente gerar a tabela acima:
```
def
 
birthday
(
probability_exponent
,
 
bits
):

    
from
 
math
 
import
 
log1p
,
 
sqrt

    
probability
 
=
 
10.
 
**
 
probability_exponent

    
outputs
     
=
  
2.
 
**
 
bits

    
return
 
sqrt
(
2.
 
*
 
outputs
 
*
 
-
log1p
(
-
probability
))

```

Se o código é salvo em um arquivo chamado birthday.py, ele pode ser rodado ele pode ser executado de forma interactiva como no exemplo a seguir:
```
$
 
python
 
-i
 
birthday.py
>>>
 
birthday
(
-15,
 
128
)

824963474247
.1193
>>>
 
birthday
(
-6,
 
32
)

92
.68192319417072

```

### Aproximação simples
Uma boa regra de ouro que pode ser usada para cálculo mental  é a relação
{\displaystyle p(n)\approx {n^{2} \over 2m}}
que também pode ser escrita como
{\displaystyle n\approx {\sqrt {2m\times p(n)}}}.
Isso funciona bem para probabilidades menores ou iguais a 0.5.
Esse esquema de aproximação é especialmente fácil para usar quando trabalhar com expoentes. Por exemplo, suponha que você esteja construindo hashes de ({\displaystyle m=2^{32}}) e quer a chance de uma colisão de ser, no máximo, uma em um milhão ({\displaystyle p\approx 2^{-20}}), 
quantos documentos poderíamos ter no máximo?
{\displaystyle n\approx {\sqrt {2\times 2^{32}\times 2^{-20}}}={\sqrt {2^{1+32-20}}}={\sqrt {2^{13}}}=2^{6.5}\approx 90.5}
que é próximo da resposta correta, que é 93.

## Susceptibilidade da assinatura digital
Assinaturas digitais podem ser susceptíveis a um ataque de aniversário. Uma mensagem {\displaystyle m} é tipicamente assinada computando, primeiro, {\displaystyle f(m)}, onde {\displaystyle f} é uma função de hash criptográfica, e em seguida usando alguma chave secreta para assinar {\displaystyle f(m)}. Suponha que Mallory quer enganar Bob assinando um contrato fraudulento. Mallory prepara um contrato honesto {\displaystyle m} e um fraudulento {\displaystyle m'}. Ela então encontra um número de posições onde  {\displaystyle m} pode ser modificado sem alterar o significado, de modo que inserindo vírgulas, linhas vazias, um versus dois espaços após uma sentença, substituindo sinônimos, etc. Pela combinação dessas mudanças, ela pode criar um número enorme de variações sobre {\displaystyle m} que são todos os contratos justos.
De um modo semelhante, Mallory também cria um enorme número de variações sobre o contrato fraudulento {\displaystyle m'}. Ela, então, aplica a função de hash para todas essas variações até que ela encontra uma versão do contrato justo e uma versão do contrato fraudulento que têm o mesmo valor de hash, {\displaystyle f(m)=f(m')}.Ela apresenta a versão hones a Bob para assinar. 
Depois de Bob assinou, Mallory leva a assinatura e a anexa ao contrato fraudulento. Essa assinatura 'comprova' então que Bob assinou o contrato fraudulento.
As probabilidades diferem ligeiramente do problema aniversário original, embora Mallory nada ganhe por encontrar dois contratos honestos ou dois contratos fraudulentos com o mesmo hash. A estratégia da Mallory é gerar pares de contratos, sendo um justo e um fraudulento. As equações do problema do aniversário se aplicam onde {\displaystyle n} é o número de pares. O número de hashes que Mallory realmente gera é {\displaystyle 2n}.
Para evitar este ataque, o comprimento da função de hash utilizado para um esquema de assinatura de saída pode ser escolhido suficientemente grande de modo que o ataque de aniversário se torna computacionalmente inviável,ou seja, cerca de duas vezes quantos bits são necessários para evitar um ataque de ataque de força bruta comum.
O algoritmo rho de P para logaritmos é um exemplo para um algoritmo usando um ataque de aniversário para o cálculo de logaritmos discretos.